# Санны
Санны — река в России, течёт по территории Благоварского района Башкортостана. Устье реки находится в 105 км по правому берегу реки Чермасан. Длина реки составляет 12 км.

## Данные водного реестра
По данным государственного водного реестра России относится к Камскому бассейновому округу, водохозяйственный участок реки — Белая от города Уфа до города Бирск, речной подбассейн реки — Белая. Речной бассейн реки — Кама.
Код объекта в государственном водном реестре — 10010201512111100025262.